# Salamandra luzytańska
Salamandra luzytańska (Chioglossa lusitanica) – gatunek płaza ogoniastego z rodziny salamandrowatych (Salamandridae); jedyny przedstawiciel rodzaju Chioglossa.

## Opis
Wysmukła salamandra o długim ogonie (u osobników dorosłych ogon stanowi 2/3 długości całego ciała). Podobnie jak u salamandry kaukaskiej, w przypadku ataku drapieżnika, potrafi ona odrzucić ogon, który następnie zostaje zregenerowany. Głowa jest duża i wydłużona, oczy silnie wystające. Parotydy są małe, ale wyraźnie widoczne. Odnóża przednie zaopatrzone w 4, tylne w 5 palców (liczba „standardowa” dla płazów). Posiada ona z każdego boku tułowia od 10 do 12 bruzd międzyżebrowych. Język, na przodzie przyrośnięty – podobnie jak u płazów bezogonowych, zostaje wyrzucony w trakcie ataku salamandry na zdobycz. Tło grzbietu i boków ciała stanowi barwa czarna, przy czym na grzbiecie występują 2 wzdłużne paski biegnące od końca pyska aż do końca ogona, przy czym u nasady ogona zlewają się w jeden pasek. Grzbiet dodatkowo upstrzony jest malutkimi, niebieskawymi plamkami. Brzuch ciemnoszary, podgardle jasnoszare. Bardzo rzadko występuje albinizm. Samce w okresie godowym posiadają na przednich kończynach modzele godowe. Osiąga długość całkowitą do 16 cm, przy czym samce są mniejsze.

## Występowanie
Salamandra ta zamieszkuje północno-zachodnią i zachodnią część Półwyspu Iberyjskiego, mianowicie Asturię, Galicię i Kantabrię w Hiszpanii oraz Portugalię na północ od Tagu. Zasięg pionowy sięga do 1396 m n.p.m., choć powyżej 1000 m n.p.m. odnotowywana jest bardzo rzadko.

## Gody
Pora godowa ma miejsce jesienią (rzadko wiosną). Występuje ampleksus, który zachodzi zarówno na lądzie, jak i w płytkiej wodzie. Samice składają 14–20 jaj w kryjówkach na dnie strumieni. Jaja mają białawy kolor i średnicę (wraz z osłonkami wtórnymi) 5–8 mm. Larwy opuszczają osłony jajowe albo jeszcze jesienią i wówczas spędzają zimę w stanie wolnym, albo dopiero wiosną. Larwy przeobrażają się w lipcu, sierpniu lub wrześniu, czasem zimują. Larwa jest typu reofilnego i bardzo mała (w czasie metamorfozy osiąga długość do 22 mm).

## Życie
Salamandra ta należy do najzwinniejszych płazów (pod tym względem przypomina jaszczurkę). Gatunek ten hibernuje i estywuje, przy czym te okresy spoczynku nie są stałe, ponieważ w czasie wilgotnego lata lub ciepłej zimy zostają przerwane. Maksymalny stwierdzony wiek w niewoli to 10 lat.

## Pożywienie
Salamandra luzytańska jest zwierzęciem nocnym, polującym zwinnie na wszelkie bezkręgowce (pająki, muchy, żuki), używając do tego celu wyspecjalizowanego języka.

## Status zagrożenia
W Czerwonej księdze gatunków zagrożonych IUCN płaz ten klasyfikowany jest jako gatunek bliski zagrożenia (NT, ang. Near Threatened). Głównymi zagrożeniami dla niego są: zanieczyszczenie strumieni, przekształcanie drzewostanów na monokultury, pożary i zbyt duża eksploatacja zasobów wodnych.